# Vouciennes
Cet article possède un paronyme, voir Vauciennes.
Vouciennes est une ancienne commune française du département de la Marne en région Grand Est. Elle est rattachée à la commune de Vitry-la-Ville depuis 1969.

## Toponymie
Auguste Longon, dans son Dictionnaire topographique du département de la Marne, donne l'évolution toponymique suivante : Vouceniae (1211), Voucienes, Vocienes (1243), Woicienes (1274), Vouciennes juxta Vitriacum (1301), Voulsienne (1457), Vousienne (1464), Vaussiennez (1508), Voulciennes (1516), Voussienne (1522), Voulzciennes (1551), Vaulcienne (1571), Voulcienne (1579), Vaulciennes (1608), Voucienne (1633), Volcienne (1701).

## Histoire
Le 1er juillet 1969, la commune de Vouciennes est rattachée à celle de Vitry-la-Ville sous le régime de la fusion simple.

## Démographie
| 1793 | 1800 | 1806 | 1821 | 1831 | 1836 | 1841 | 1846 | 1851 |
| ---- | ---- | ---- | ---- | ---- | ---- | ---- | ---- | ---- |
| 33   | 37   | 24   | 34   | 52   | 58   | 48   | 51   | 62   |

| 1856 | 1861 | 1866 | 1872 | 1876 | 1881 | 1886 | 1891 | 1896 |
| ---- | ---- | ---- | ---- | ---- | ---- | ---- | ---- | ---- |
| 61   | 66   | 57   | 49   | 49   | 65   | 70   | 54   | 50   |

| 1911 | 1921 | 1926 | 1931 | 1936 | 1946 | 1954 | 1962 | 1968 |
| ---- | ---- | ---- | ---- | ---- | ---- | ---- | ---- | ---- |
| 41   | 53   | 40   | 39   | 44   | 38   | 33   | 39   | 33   |